# DaMarcus Beasley
DaMarcus Lamont Beasley (ur. 24 maja 1982 w Fort Wayne) – amerykański były piłkarz występujący na pozycji napastnika lub skrzydłowego.
Brat Beasleya, Jamar, jest również piłkarzem, byłym zawodnikiem Major League Soccer (New England Revolution i Chicago Fire), obecnie graczem futsalu.

## Życiorys

### Kariera klubowa
Beasley zaczynał karierę w drużynie szkolnej South Side High School w Fort Wayne, skąd przeniósł się do IMG Soccer Academy w Bradenton na Florydzie. W 1999 roku wystąpił na Mistrzostwach Świata U–17, gdzie został wybrany drugim najlepszym zawodnikiem turnieju, po rodaku Landonie Donovanie. Swój pierwszy kontrakt w MLS podpisał w marcu 1999 roku, kiedy to trafił do drużyny Los Angeles Galaxy. Szybko odszedł do Chicago Fire, gdzie zadebiutował w lidze w 2000 roku. W ciągu czterech sezonów w MLS Beasley zdobył 14 bramek i zaliczył 20 asyst. W 2003 został wybrany do najlepszej jedenastki ligi.
W lipcu 2004 roku został kupiony przez potentata holenderskiej piłki PSV Eindhoven za 2,5 milionów dolarów. Z klubem z Eindhoven podpisał czteroletni kontrakt. W klubie Beasley miał zastąpić Arjena Robbena, który odszedł do Chelsea FC. W swoim pierwszym sezonie w zespole Guusa Hiddinka Beasley grał z numerem 11 w 29 meczach, zdobywając 6 bramek i pomagając PSV w zdobyciu 18. tytułu mistrzowskiego w historii. W 2005 roku zdobył również Puchar Holandii, dzięki bramce zdobytej w końcówce meczu z Feyenoordem. W tym samym roku Beasley dotarł wraz z zespołem również do półfinału Ligi Mistrzów UEFA, w którym zostali oni wyeliminowani przez A.C. Milan. Beasley zdobył w tych rozgrywkach 4 bramki w 12 meczach.
Latem 2006 został wypożyczony do klubu Premiership Manchester City. W latach 2007–2010 był graczem szkockiego Rangers. W 2010 roku odszedł do niemieckiego Hannoveru 96. Podczas rocznego pobytu w Bundeslidze rozegrał jedynie cztery spotkania ligowe w zespole szkoleniowca Mirko Slomki. Latem 2011 roku Beasley odszedł na zasadzie wolnego transferu do meksykańskiej Puebli.
23 lipca 2014 podpisał kontrakt z amerykańskim klubem Houston Dynamo, umowa do 31 grudnia 2019.

### Kariera reprezentacyjna
Karierę w reprezentacji Beasley zaczynał od kategorii juniorskich U–17 i U–20. W tej drugiej grał m.in. na Mistrzostwach Świata w 2001 roku w Argentynie. W pierwszej reprezentacji zadebiutował 27 stycznia 2001 w meczu przeciwko Chinom. W 2002 roku znalazł się w składzie reprezentacji Bruce'a Areny na Mistrzostwa Świata. W 2005 roku zdobył z reprezentacją Złoty Puchar CONCACAF, zaś w 2006 wystąpił na Mistrzostwach Świata w Niemczech. W 2010 roku selekcjoner Bob Bradley powołał Beasleya na trzeci mundial w jego karierze, w Republice Południowej Afryki. Wobec braku klasowych lewych obrońców w reprezentacji został przekwalifikowany na lewego obrońcę.